# 음행매개죄
음행매개죄(淫行媒介罪)는 영리의 목적으로 사람을 매개하여 간음하게 하는 죄. 3년 이하의 징역 또는 1,500만원 이하의 벌금에 처한다(242조). 본죄는 건전한 성적 풍속을 보호하기 위한 것이나 동시에 개인의 정조의 보호도 고려되어 있다. '영리의 목적' 즉 재산상의 이익을 얻거나 또는 제3자로 하여금 얻게 할 목적이 있어야 한다(목적범). '음행의 상습 없는 부녀'란 정조관념이 약하여 불특정의 남성과 성생활을 하는 부녀 이외의 부녀를 말하고 반드시 처녀임을 요하지 않는다. 미성년자인 경우에는 음행의 상습이 있거나, 음행에 자진동의하여도 본죄의 성립에 영향이 없다. '매개(媒介)'는 간음하도록 중간에서 소개해 주거나 권유하는 것을 말하며, 매개와 간음 사이에 인과관계가 있음을 요한다. 본죄의 미수범이나 또는 영리의 목적으로 음행의 상습 있는 성년의 부녀를 매개하여 간음하게 하였을 경우에는 형법상으로는 죄가 되지 아니하나 경우에 따라 '윤락행위 등 방지법(淪落行爲等防止法)'에 의하여 처벌된다.